# راسيل جاكوبي
راسيل جاكوبي (بالإنجليزية: Russell Jacoby)‏ هو مؤرخ أمريكي، ولد في 23 أبريل 1945 في نيويورك في الولايات المتحدة.